# Siegmund Gabriel Otto
Siegmund Gabriel Otto (* in Dresden; † 4. April 1709 ebenda) war ein kursächsischer Hof- und Leibarzt.

## Leben
Siegmund Gabriel Otto wurde am 16. September 1654 als Nicht-Vereidigender an der Universität Wittenberg immatrikuliert. Aufgrund seiner Expertise und Zuverlässigkeit ernannte ihn Kurfürst Johann Georg II. am 28. Oktober 1674 zum Hofarzt für Reisen. Diese Bestallung umfasste explizit die Pflicht zur Begleitung auf Reisen und Feldzügen und stellte sicher, dass nur mit Genehmigung oberer Hofbeamter oder der Leibärzte Behandlungen des Hofgesindes durchgeführt wurden, um Missbrauch zu vermeiden.
Durch die Zahlung von 200 Talern vierteljährlich aus den Jahrrenten und Dienstgeschirren der Städte wurde Otto finanziell entlohnt. Nachdem er den Kurprinzen Johann Georg III. auf mehreren Feldzügen und Reisen unterstützt hatte, wurde er am 8. Dezember 1675 zum Leibarzt befördert. Das erhöhte Gehalt von 457 Talern und 3 Groschen deckte auch die Behandlung des kurfürstlichen und des prinzlichen Personals ab. Diese Beförderung erfüllte einen ausdrücklichen Wunsch des Kurprinzen, der Otto nach drei Jahren der Zusammenarbeit als Leibarzt etablieren wollte.
Am 25. Juni 1679 bestätigte der Kurfürst Johann Georg II. die Bestallung von Siegmund Gabriel Otto, der sich bereits als Leibarzt seines Sohnes Johann Georg III. bewährt hatte. In dieser erweiterten Rolle wurde Ottos Verantwortungsbereich signifikant ausgedehnt: Er sollte nun nicht nur den Kurprinzen, sondern auch das herrschende Kurfürstenpaar, die Frau des Kurprinzen, Anna Sophie von Dänemark, sowie deren beide Söhne, die späteren Kurfürsten Johann Georg IV. und August der Starke, medizinisch betreuen. Diese Erweiterung seiner Aufgaben markierte eine deutliche Beförderung, da Otto nun direkt für die medizinische Versorgung des Kurfürsten selbst zuständig war.

## Familie
Siegmund Gabriel Otto heiratete am 14. August 1676 Eva Sophia Schmied (1660–1684), Tochter des kursächsischen Steuerbuchhalters Gottfried Schmied und Martha Catharina (1638–1691). Die Ehe blieb kinderlos. Eva Sophia verstarb früh.
Am 1. Mai 1686 vermählte sich Otto in zweiter Ehe mit Anna Magdalena Westphal, Witwe seines verstorbenen Kollegen Elias Lehmann und einzige Tochter des Joachim Westphal (1630–1672), Herr auf Nieder-Keyna und Bürgermeister von Bautzen. Anna Magdalena brachte drei Kinder aus ihrer ersten Ehe in die Familie ein; Otto selbst zeugte keine leiblichen Kinder. Die zwei Söhne ihrer ersten Ehe, Joachim Gottlob Lehmann und Johann Christian Lehmann, folgten medizinischen Laufbahnen. Johann Christian wurde unter anderem Professor für Medizin in Leipzig und Joachim praktizierte als Arzt.
Durch die Heirat mit seiner ersten Frau erbte Otto Immobilien in Dresden, ein Wohnhaus in der Wilsdruffer Gasse sowie ein weiteres Anwesen vor dem Wilsdruffer Tor in der Plauischen Gasse, bestehend aus einem Haus mit Hof und Scheune. Nach seinem Tod am 4. April 1709 wurde sein Testament durch das Stadtgericht Dresden eröffnet, in dem Anna Magdalena als Alleinerbin bestimmt wurde. Diese vererbte später die Immobilien an ihre drei Kinder aus erster Ehe.